# Kuşçuköy, Kovancılar
Kuşçu là một xã thuộc huyện Kovancılar, tỉnh Elâzığ, Thổ Nhĩ Kỳ. Dân số thời điểm năm 2011 là 294 người.